# Mountain View (Hawaï)
Pour les articles homonymes, voir Mountain View.
Mountain View est un census-designated place des États-Unis situé dans le district de Puna, dans le comté de Hawaï de l'État du même nom, dans le Sud-Est de l'île d'Hawaï.
La localité se trouve sur les flancs du Kīlauea, au nord-est de sa caldeira sommitale.

## Démographie
| 2000  | 2010  | - | - | - | - |
| ----- | ----- | - | - | - | - |
| 3 015 | 3 924 | - | - | - | - |